# Pak Shek Kok
Pak Shek Kok (kinesiska: 白石角) är en udde i Hongkong (Kina). Den ligger i den nordöstra delen av Hongkong.
Terrängen inåt land är huvudsakligen kuperad, men åt nordost är den platt. Havet är nära Pak Shek Kok åt sydost.  Centrala Hongkong ligger 11,3 km väster om Pak Shek Kok. 